# Kazimiera Lendzion
Kazimiera Lendzion (ur. w styczniu 1929 w Ciechanowie, zm. 23 grudnia 2015 w Warszawie-Rembertowie) – polski geolog, specjalistka w zakresie geologii regionalnej, a zwłaszcza stratygrafii dolnego paleozoiku.

## Młodość
W Ciechanowie mieszkała z rodziną do wybuchu II wojny światowej. Podczas wojny mieszkała w Rembertowie pod Warszawą. Ukończyła tam w 1944 szkołę podstawową. Do szkoły średniej uczęszczała w Warszawie. Świadectwo dojrzałości otrzymała w 1950. W tym samym roku rozpoczęła studia na Wydziale Geologii Uniwersytetu Warszawskiego. Ukończyła je w 1955 z tytułem magistra geologii stratygraficznej.

## Praca
W sierpniu 1955 została przyjęta do Instytutu Geologicznego w Warszawie, do Zakładu Geologii Niżu, którym kierował prof. Władysław Pożaryski. Początkowo opracowywała utwory kredy górnej. Była również włączona do geologicznych badań regionalnych obniżenia podlaskiego i północnej części wyniesienia łukowsko-hrubieszowskiego. Nadzorowała tam prace geofizyczne i głębokie otwory wiertnicze.
Na początku lat 1960., oprócz kontynuowania badań regionalnych, rozpoczęła opracowywanie utworów kambru z obszaru platformowego Polski. Szczególnie zajęła się biostratygrafią i litostratygrafią kambru oraz warstw przejściowych między kambrem i wendem oraz kambrem i ordowikiem.
We wrześniu 1962 została powołana przez Radę Naukową Instytutu Geologicznego na stanowisko adiunkta naukowo-badawczego.
Kazimiera Lendzion była współautorką projektów badań geologicznych, prowadzonych dla określenia perspektyw poszukiwań złóż ropy naftowej i gazu ziemnego na obszarze platformowym Polski oraz geologicznych dokumentacji wynikowych głębokich otworów wiertniczych. Była również współautorką regionalnych monografii geologiczno-prognostycznych.
Stopień naukowy doktora nauk przyrodniczych uzyskała w 1968 na podstawie rozprawy Stratygrafia kambru dolnego na obszarze Podlasia. W 1985 otrzymała stopień doktora habilitowanego nauk przyrodniczych, na podstawie ogólnego dorobku naukowego oraz rozprawy habilitacyjnej Biostratygrafia osadów kambru w polskiej części platformy wschodnioeuropejskiej. W marcu 1987 została mianowana na stanowisko docenta.
Jej dorobek naukowy obejmuje ponad 70 publikacji oraz około 70 prac archiwalnych, była członkiem Polskiego Towarzystwa Geologicznego.
Na emeryturę poszła w 1999. Zmarła w Rembertowie 23 grudnia 2015.

## Źródła
- Urban H., 2016, Kazimiera Lendzion (1929-2015), Przegl. Geol., Pożegnania, vol. 64, nr 5, str. 291, Warszawa.